# Meido
Meido (メイド?) (fonología japonesa del inglés "maid" (sirvienta, mucama, criada) es un término utilizado en la jerga de algunos otaku o fanáticos de manga y anime para referirse a un tipo de personaje femenino común en el manga y anime que trabaja de sirvienta o criada. Es común que este tipo de personajes posean estereotipos o elementos considerados bonitos, así como algunas connotaciones ecchi, dependiendo del autor. La mayoría se dirige a sus patrones como goshujinsama (ご主人様?) o ojōsama (お嬢様?) (especialmente el primero; el segundo suele ser utilizado para dirigirse a la hija del empleador).

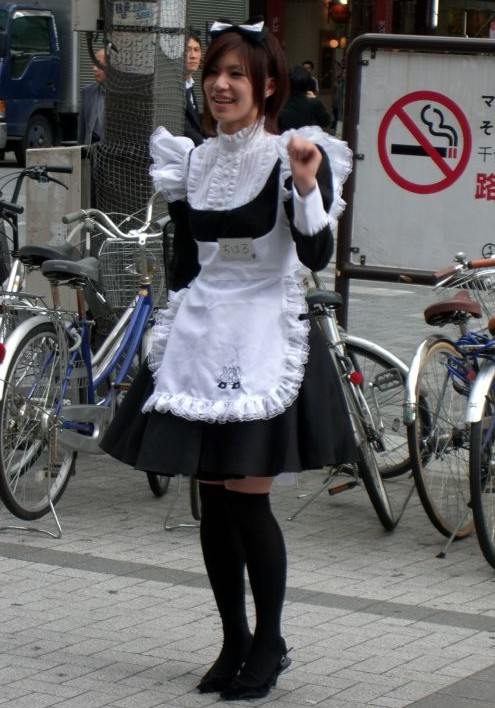
Chica meido japonesa.

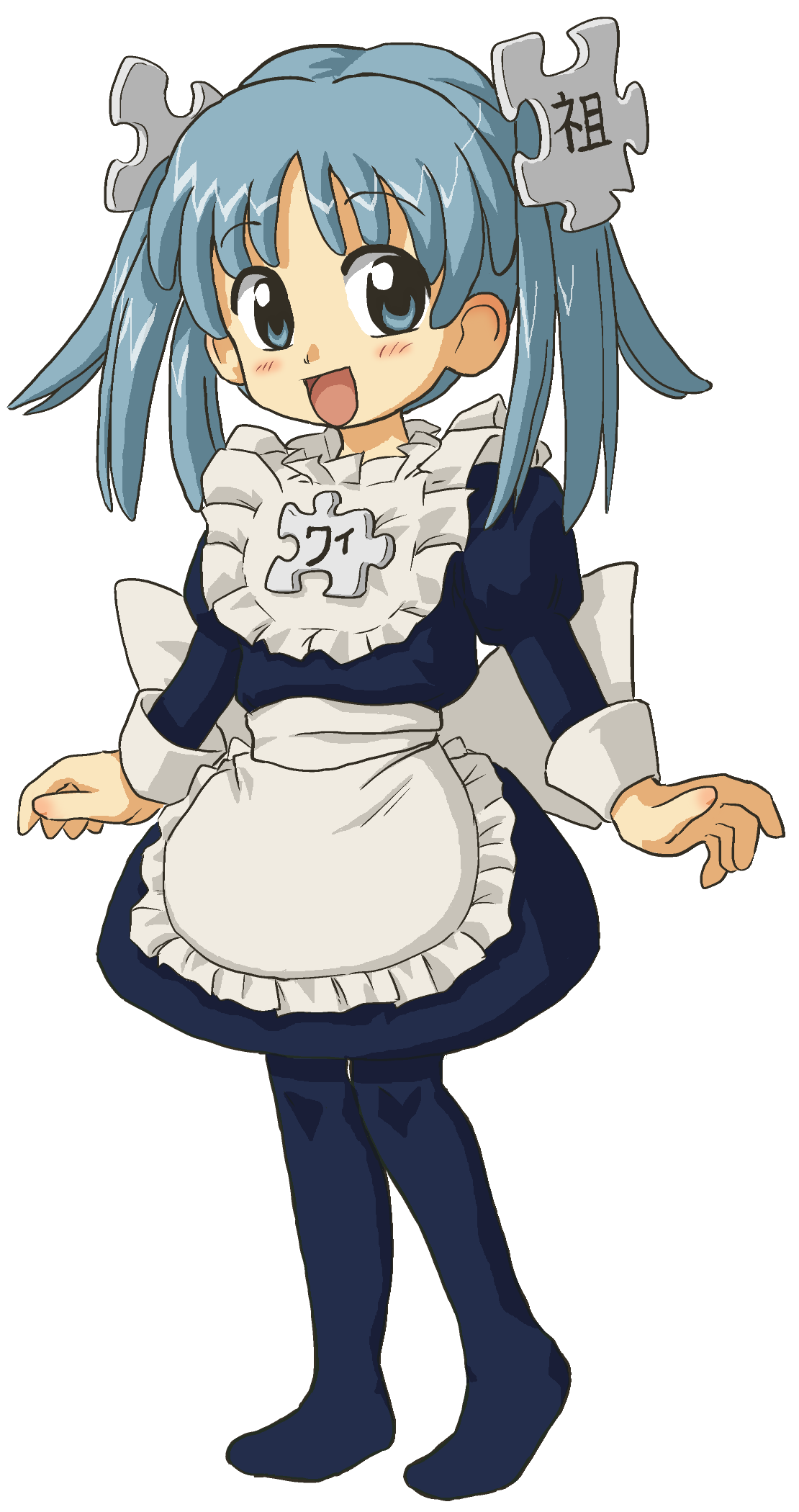
Representación de Wikipe-tan vestida de sirvienta.

Los personajes meido se diferencian de la imagen tradicional de la sirvienta típica por ser jóvenes, altamente atractivas, llevando usualmente un traje de sirvienta similar a los diseños franceses. En los manga y anime shōnen y seinen el traje es un fetiche casi universal: corto para mostrar las piernas y el escote, y usualmente con un delantal blanco que varía en longitud.
Los personajes meido comparten usualmente las mismas características de personalidad, representando féminas sumisas hacia sus patronos, usualmente con connotaciones sexuales, en series que comúnmente están plagadas de fanservice. Un elemento muy repetido en las tramas con personajes meido protagónicos, es que este personaje posee sentimientos románticos hacia su amo a sus espaldas (especialmente si este es joven). Un claro ejemplo es el manga/anime Kobayashi-san Chi no Maid Dragon.
Las meido se encuentran comúnmente en un contexto de comedia ligera. 
Muchas series bishōjo que contienen escenas de personajes en grandes mansiones o haciendo limpieza de primavera frecuentemente utilizan como cliché los personajes meido.